# Bombas Gens
Bombas Gens Centre d'Art és el centre d'art de la Fundació Per Amor a l'Art. Inaugurat el 7 de juliol de 2017, alberga exposicions i activitats en l'antiga fàbrica de Bombes Hidràuliques Carlos Gens SL, restaurada per l'arquitecte Ramón Esteve Cambra.

## Història
La fàbrica és un edifici fabril situat en l'avinguda de Burjassot números 54 i 56 de la ciutat de València, (Espanya).
L'edifici fou construït per l'arquitecte Cayetano Borso di Carminati en 1930 per a la que, aleshores, era una important indústria del barri de Marxalenes de la ciutat de València, ocupant tota una illa.
La fàbrica es troba en la cantonada de l'avinguda amb el carrer de Reus, situant-se les oficines en la façana principal, davant de les naus i els tallers. En l'avinguda, juntament amb les instal·lacions industrials, trobem l'antiga vivenda de la família propietària, com un palauet. La decoració de la façana principal recorda als rajos d'aigua, en relació amb l'activitat de l'empresa propietària.
Des del cessament de l'activitat a finals del segle xx, les instal·lacions han estat abandonades. S'han produït diferents intents de protecció, com la proposta de declaració com a Bé de Rellevància Local, rebutjada en 2003 per l'ajuntament de València; així com intents d'instal·lar en l'edifici o el seu solar altres activitats. L'abandonament portà a l'ocupació de l'edifici i a episodis d'incendis i enderrocaments.

## Bombas Gens Centre d'Art
Totalment restaurat pels impulsors de la Fundació Per Amor a l'Art, l'edifici finalment reobri les seues portes en l'estiu de 2007 com a centre d'activitats culturals, recuperant la fàbrica, un refugi de la Guerra Civil espanyola i un celler medieval. La Col·lecció Per Amor a l'Art, de titularitat privada, es compon de conjunts amples i singulars d'artistes de l'estat espanyol i internacionals, amb un especial interés per la fotografia, els llenguatges abstractes tant en pintura com en escultura. Sense deixar de créixer, reuneix més de 1.500 obres de més de 150 autors.
Bombas Gens ha transformat el que fou el pati de darrere de la fàbrica en un jardí. Un espai recol·lecte de 1.147 m², que hereta la tradició modernista de la seua arquitectura per crear un jardí frondós i colorista. En març de 2018 es presentà una escultura de Cristina Iglesias titulada A través. Consisteix en dos séquies de 13 i 11 metres quadrats en bronze fos que s'assemblen a arrels d'arbres pels que discorre l'aigua.
El juny de 2019, l'Oficina del Mecenatge de la Generalitat Valenciana declara Bombas Gens «Projecte d'interés social», un reconeixement que s'atorga a projectes que compleixen criteris com l'impacte i la seua repercussió social, la incidència dins i fora del País Valencià, el seu caràcter innovador, la seua contribució a la formació cultural, el seu interés en el foment de la participació ciutadana o la seua contribució al foment, desenvolupament, conservació, rehabilitació i difusió del patrimoni artístic, cultural i històric valencià.

### Celler medieval
Durant les obres de rehabilitació de l'antiga fàbrica de Bombas Gens, es localitzaren les restes d'una antiga alqueria situada en la part posterior de la parcel·la, al costat de l'actual carrer del Dr. Machí. Aquesta alqueria, coneguda com la Casa Comeig, formava part del grup dispers de cases de l'antic camí de Marxalenes, dins d'un centenari paisatge de l'horta periurbana de València i que perdurà, sense quasi canvis, fins al segle xx.
El descobriment va resultar la troballa d'un celler de finals del segle xv, època en què es va construir la Llotja de València, entre d'altres. L'estança es conserva completa i ha permés la recuperació d'elements de gran valor arquitectònic com la vaixella, ceràmica de cuina o taulells de l'alqueria a la qual va pertànyer. Una troballa que suposa un coneixement major de la forma de vida tradicional de l'horta valenciana.
El celler és una habitació voltada àmplia a la qual s'entra per una escala d'obra de rajola. Una vegada dins, es poden apreciar determinats elements constructius propis d'un lloc per a emmagatzemar vi, com ara bancs correguts sobre els quals col·locar les gerres i els tonells i una basseta per a arreplegar el most que havia d'arribar des de les basses d'afollar el raïm, de les quals se n'ha conservat una. A més, a les parets hi ha uns quants vestigis difícils de trobar, per l'antiguitat, situats al seu lloc, com el cas d'un clau de ganxo que roman al lloc d'origen, on es va clavar per a subjectar, possiblement, el pitxer amb el qual es treia el vi de les gerres. A més de tot això, un dels fets més destacables és la troballa d'una de les gerres originals al seu lloc, circumstància que afig singularitat al recinte i ajuda a dotar-lo d'un gran valor històric, ja que la localització exacta a l'interior del celler ens remet al moment inicial de la sala. La gerra s'ha recuperat quasi sencera i s'ha restaurat.
Igualment, el celler en si s'ha restaurat i s'ha condicionat per a obrir-lo a visites guiades. És un element patrimonial de primer orde, el qual s'ha realçat mitjançant el projecte de construcció d'una sala dissenyada per Ramón Esteve Arquitectura y Diseño per a protegir les restes arqueològiques i exposar-hi un conjunt de peces ceràmiques i taulells recuperats durant l'excavació arqueològica.

### El refugi antiaeri
Durant la rehabilitació de l'antiga fàbrica de Bombas Gens es va descobrir un refugi subterrani construït durant la Guerra Civil espanyola. El refugi tenia la funció d'acollir els obrers de la fàbrica i protegir-los de possibles atacs amb bombes procedents dels avions o vaixells de l'exèrcit nacional. La raó dels atacs s'explica perquè durant la guerra els forns de Bombas van deixar de fer maquinària hidràulica i van passar a construir material bèl·lic, com ara granades de morter.
Correspon a una tipologia de refugi de tipus fabril o d'empresa. No és molt gran, amb una capacitat aproximada entre trenta i quaranta persones. En ser una estructura de caràcter defensiu militar, és una construcció sòlida de formigó armat que compleix les normes d'eixa classe d'estructures i per això és subterrani, té entrada i eixida independents i conté elements que protegeixen l'interior del dany provocat per l'ona expansiva i la metralla d'una bomba feta explotar als voltants.
L'interior del refugi és una sala rectangular, voltada, que es conserva quasi intacta, sense a penes canvis des que es construí. Les parets estan pintades amb un sòcol de color gris sobre el qual discorre una banda decorativa formada per línies alternes de color groc i blanc. Als murs podem apreciar un singular conjunt de rètols amb indicacions de tipus higiènic com ara la prohibició de fumar, d'escopir o d'embrutar, els quals anaven dirigits als treballadors perquè compliren eixes sanes recomanacions mentre es trobaven a l'interior de la sala. Al replà de l'entrada hi ha un altre rètol amb la indicació de no quedar-s'hi, ja que no era zona segura. Els rètols són una de les característiques més identificadores del refugi. Estan fets amb pintura blava i presenten unes lletres majúscules amb una tipografia pròpia de la cartelleria de l'època. També s'han conservat restes del sistema d'il·luminació del refugi i els orificis dels respiradors o sistema de ventilació.
Amb l'objectiu d'oferir la màxima protecció possible als obrers que es resguardaven a l'interior del refugi, entre l'escala i la sala es va construir una paret grossa de formigó de 2,30 metres d'ample que feia d'escut. Per la seua banda, a l'eixida, es van col·locar dos elements amb funció idèntica de barrera: un és una columna octogonal ben forta d'1,10 metres de gros col·locada per a detindre l'impacte d'una explosió i l'altre era una placa de metall que s'encaixava en un galze fet a la paret.
A l'interior del refugi s'exposa una de les armes fabricades en Bombas Gens. És la carcassa d'una granada de morter buida, a la qual li falten parts com ara l'espoleta, cosa que ens indica que no s'ha fet servir mai. El refugi està restaurat i condicionat per a visitar-lo.

## Premis i reconeixements
- Premi «Valencianos en la Onda» en la categoria d'Arte i Cultura. Onda Cero, novembre de 2017[1]
- Premio «A» al Col·leccionisme, de la Fundación ARCO, impulsada per IFEMA, a la Col·lecció Per Amor a l'Art. Madrid, gener de 2018[2]
- Premi «Iniciativa cultural destacada» a la Fundació Per Amor a l'Art per la posada en marxa de Bombas Gens Centre d'Art. València, febrer de 2018[3]
- Premi Land Rover Born en la categoria d'Arquitectura. Teatro Real de Madrid, abril de 2018[4]
- Premi Levante de Cultura. València, maig de 2018[5]
- Menció especial als premis Sísifo a la investigació, defensa i difusió del patrimoni arqueològic. Universitat de Còrdova, octubre de 2018[6]
- Medalla d'Honor del Consell Valencià de Cultura a la Fundació Per Amor a l'Art pel seu projecte en Bombas Gens. València, juny de 2019[7]
- Premi Turia al millor museu privat de la ciutat. València, juny de 2019[8]

## Exposicions en Bombas Gens Centre d'Art
De de l'inici de la seua activitat com a centre d'art, Bombas Gens mostra part de la Col·lecció Per Amor a l'Art en exposicions temporals.
- «Ornament = delicte?». De juliol de 2017 fins a febrer de 2018. Comissariada per Nuria Enguita i Vicent Todolí.
- «Bleda i Rosa. Geografia del temps». De juliol a novembre de 2017. Comissariada per Nuria Enguita.
- «Paul Graham. La blancor de la balena». De desembre de 2017 fins a maig de 2018. Comissariada per Christopher McCall.
- «Joel Meyerowitz. Cap a la llum». De març de 2018 fins a febrer de 2019. Comissariada por Nuria Enguita, Miguel López-Remiro i Vicent Todolí. L'exposició formà part, posteriorment, del programa de Photoespaña 2019.[9]
- «El pols del cos. Usos i representacions de l'espai». De març de 2018 a febrer de 2019. Comissariada por Nuria Enguita i Vicent Todolí.
- «Hamish Fulton. Caminant en la península ibèrica». De juny de 2018 a novembre de 2018. Comissariada por Nuria Enguita.
- «Anna-Eva Bergman. De nord a sud, ritmes». De novembre de 2018 a maig de 2019. Comissariada por Nuria Enguita i Christine Lamothe.
- «La mirada de les coses. Fotografia japones entorn de Provoke». De febrer de 2019 a febrer de 2020. Comissariada por Nuria Enguita i Vicent Todolí, amb peces de Nobuyoshi Araki, Hiroshi Hamaya, Daidō Moriyama i Shōmei Tōmatsu, entre d'altres.
- «Nicolás Ortigosa. Obres 2002-2018». De maig a octubre de 2019. Comissariada por Nuria Enguita i Vicent Todolí.

## Imatges

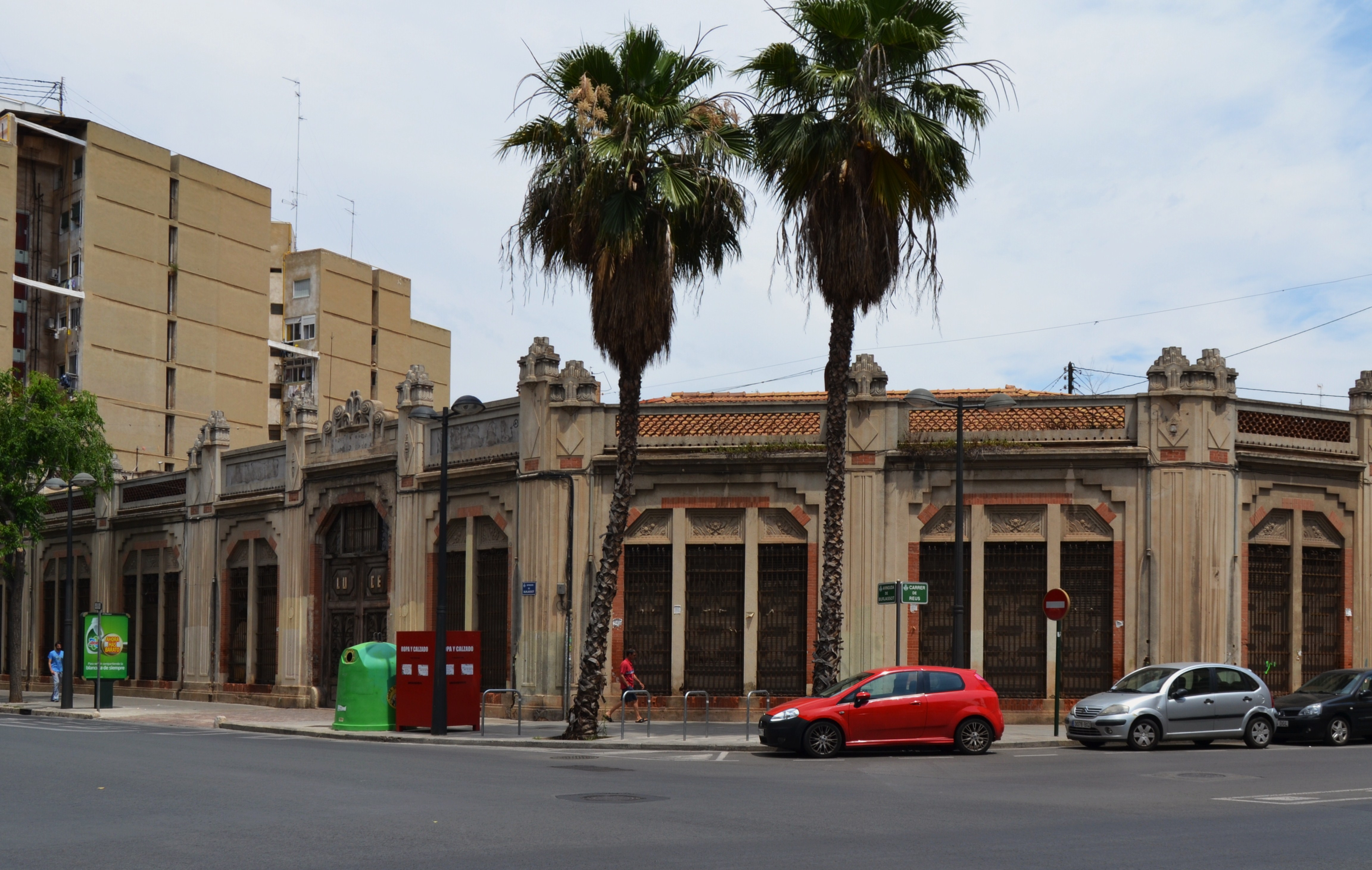
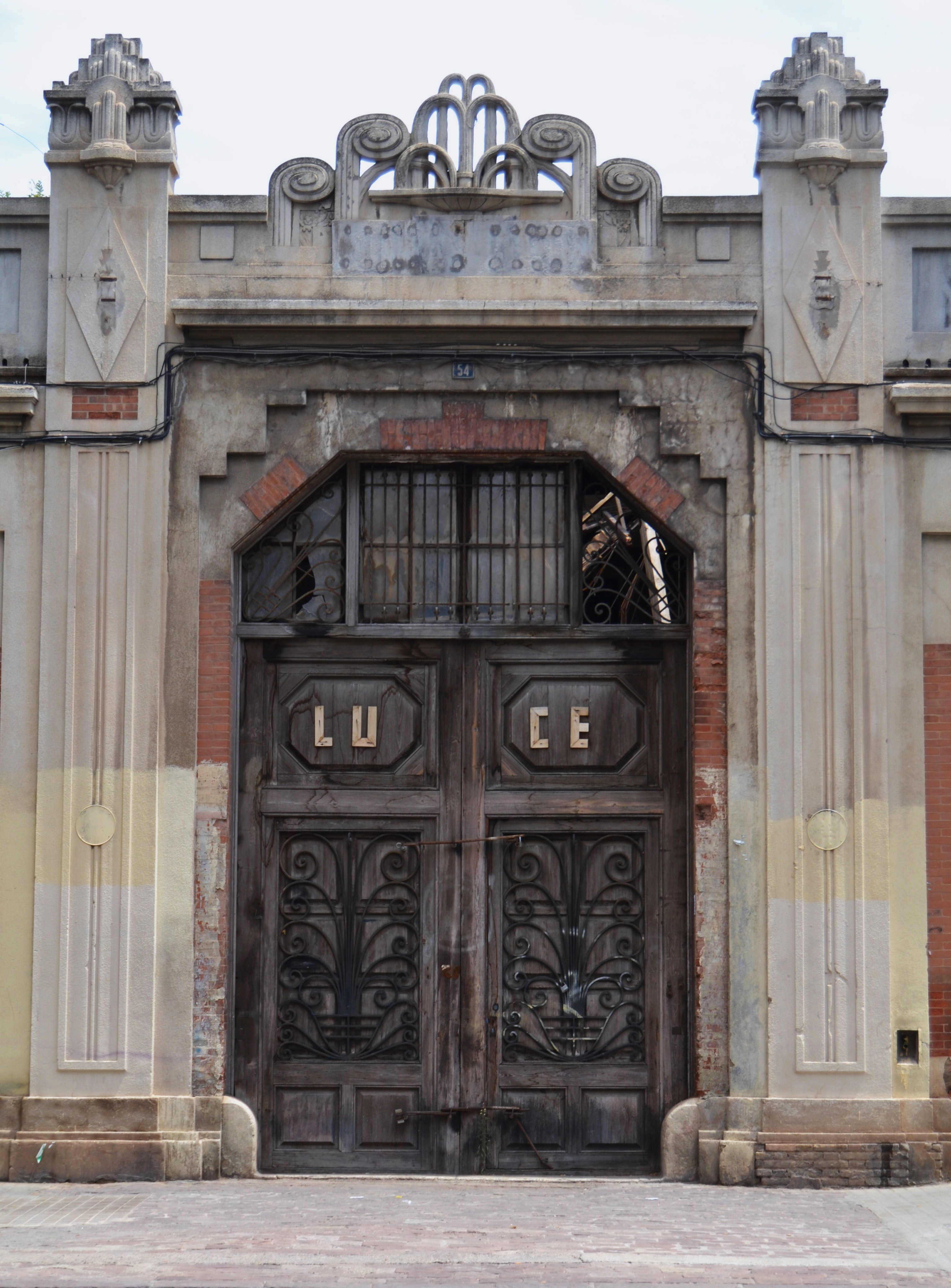
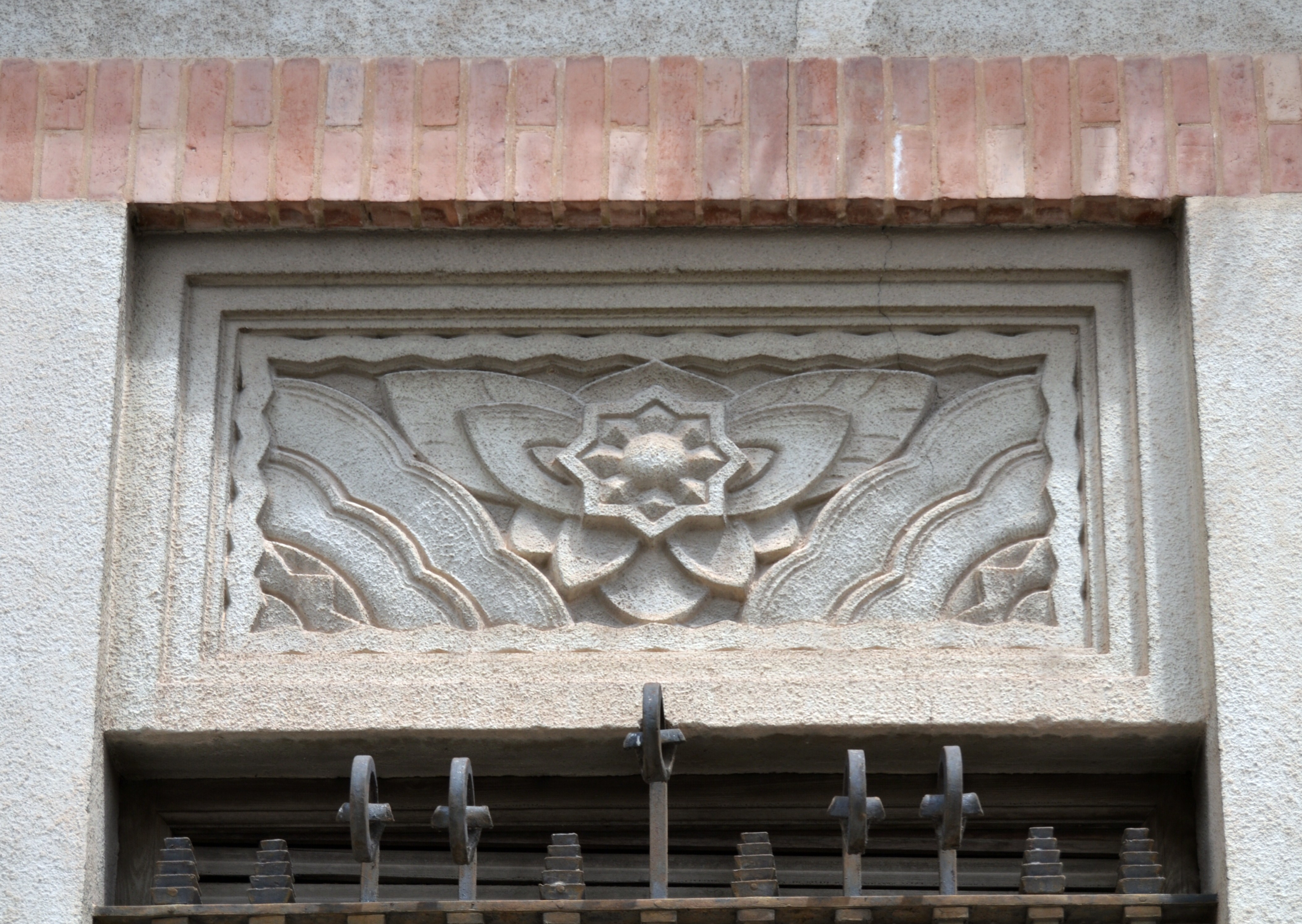
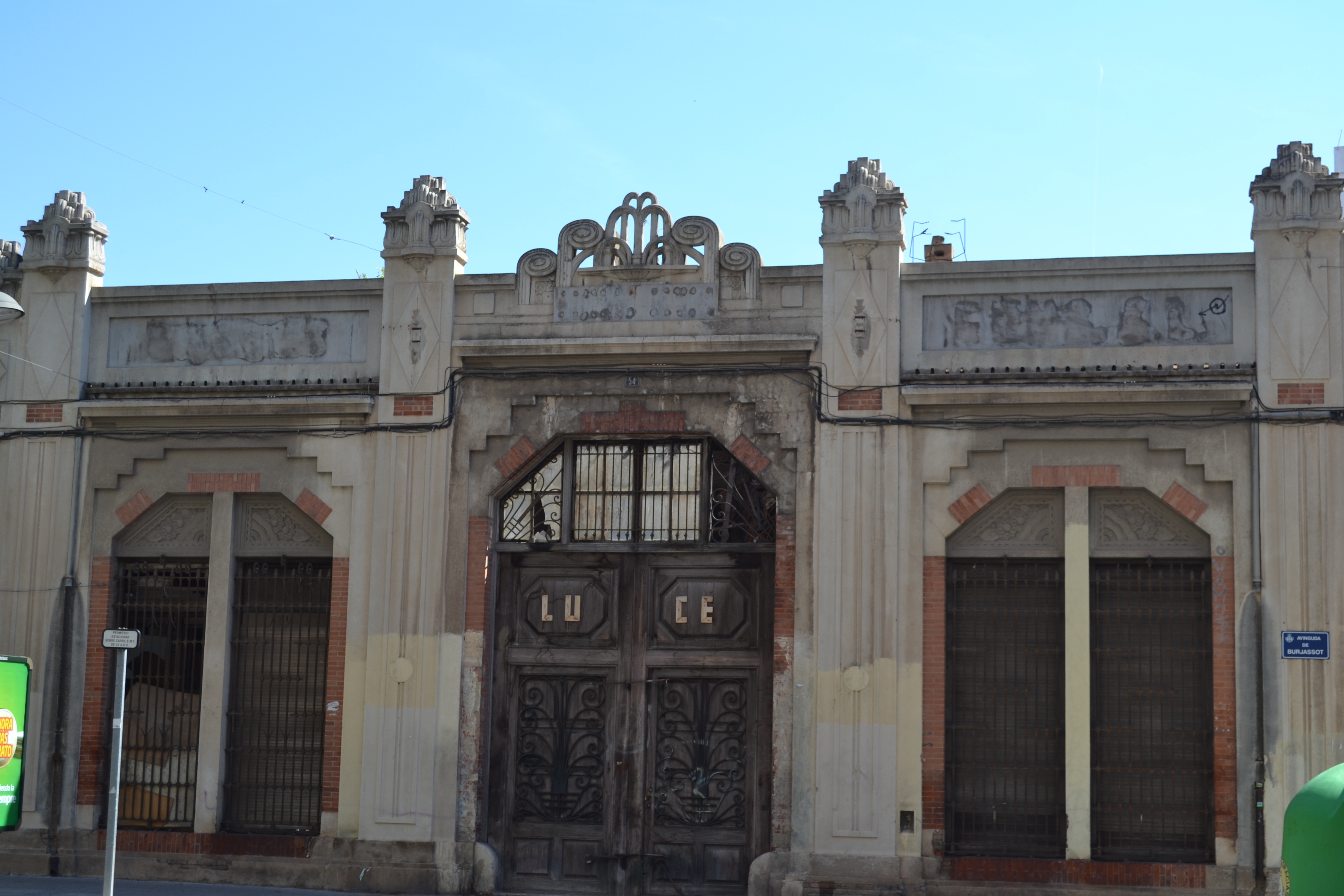
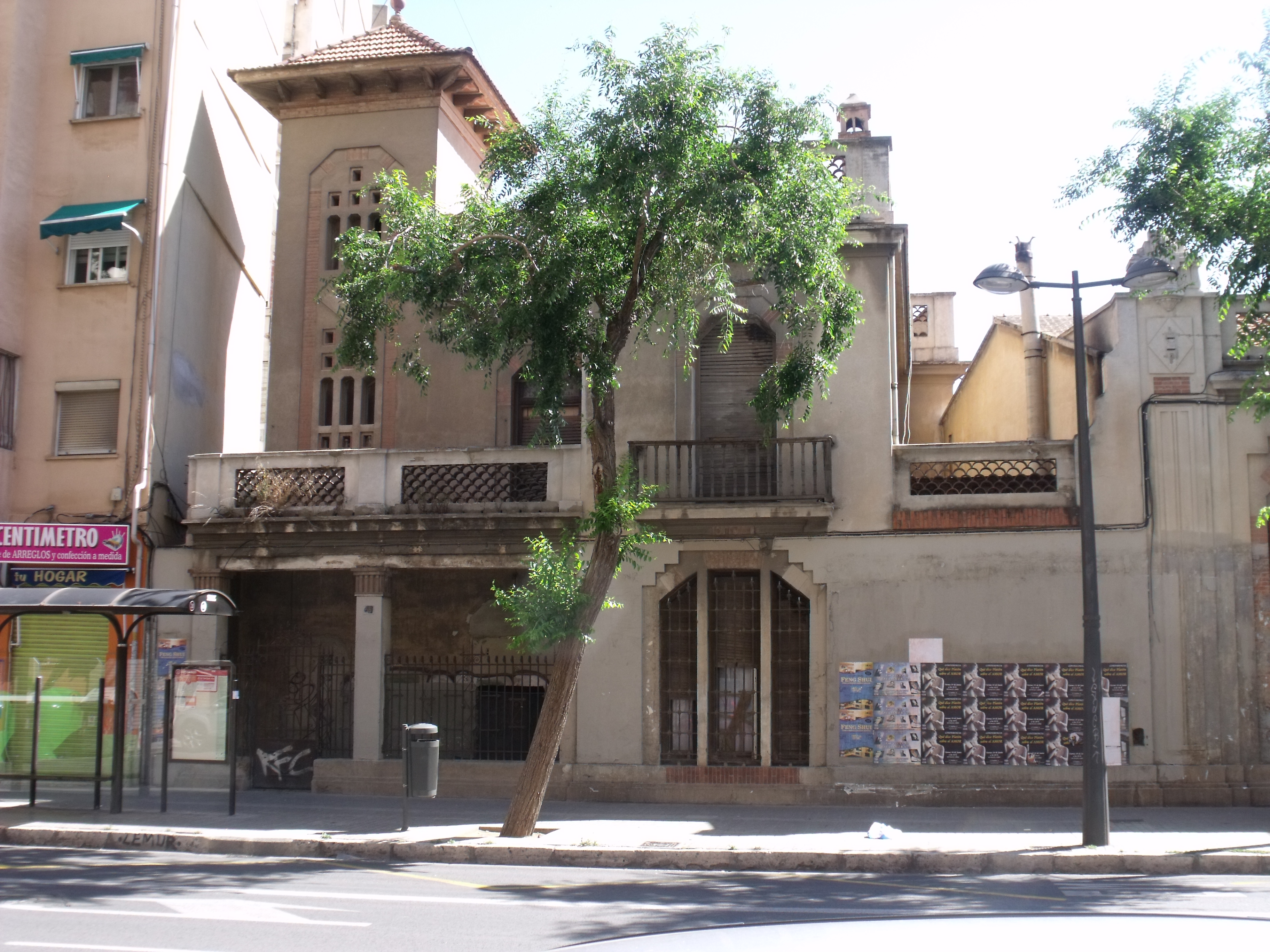
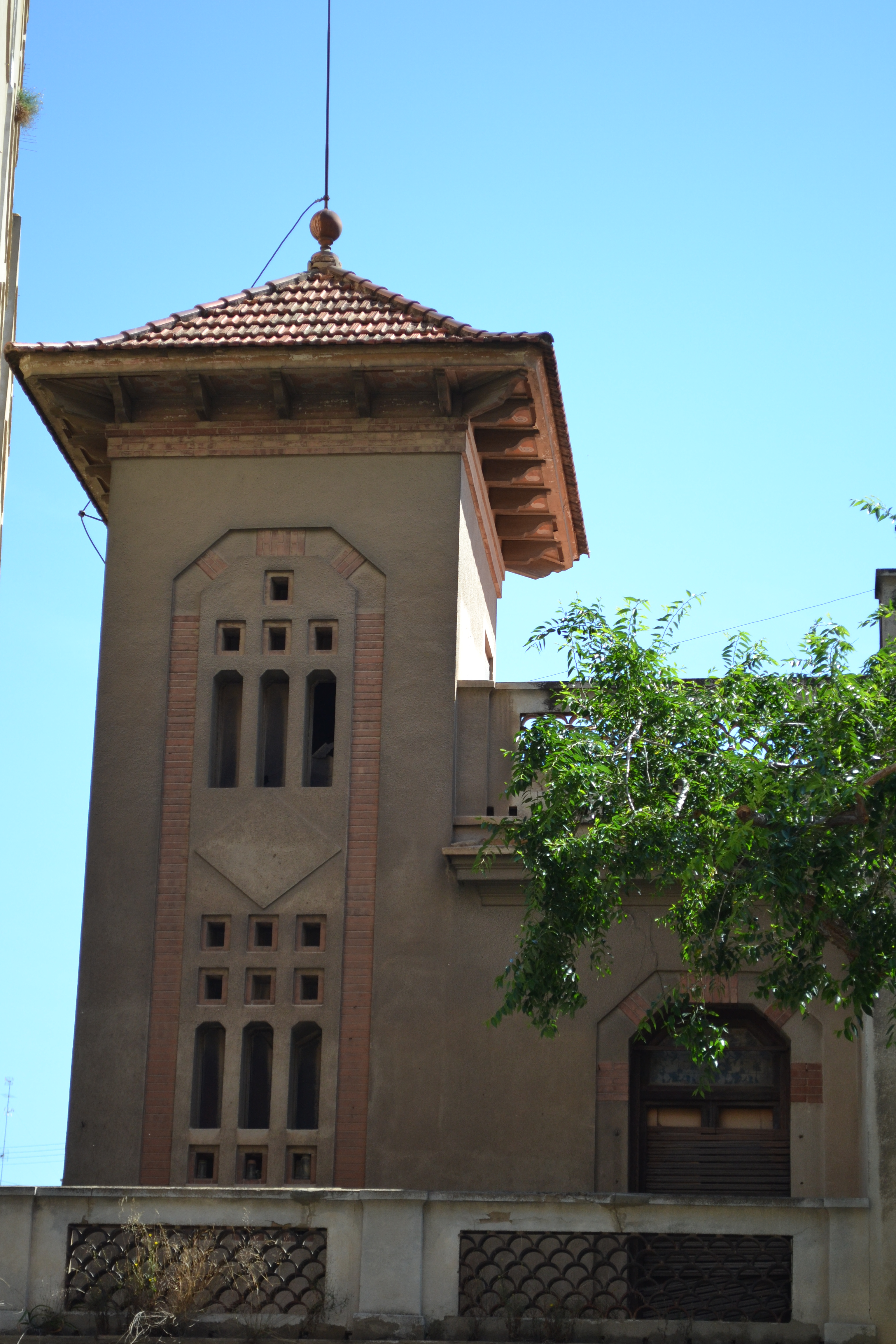